# Lijst van voetbalinterlands Armenië - België
Deze lijst van voetbalinterlands is een overzicht van alle officiële voetbalwedstrijden tussen de nationale teams van Armenië en België. De landen hebben tot op heden zes keer tegen elkaar gespeeld. De eerste ontmoeting, een kwalificatiewedstrijd voor het Europees kampioenschap voetbal 1996, werd gespeeld in Brussel op 7 september 1994. Het laatste duel, een kwalificatiewedstrijd voor het Wereldkampioenschap voetbal 2010, vond plaats op 9 september 2009 in Jerevan.

## Wedstrijden
| № | Plaats  | Datum            | Competitie           | Wedstrijd        | Uitslag |
| - | ------- | ---------------- | -------------------- | ---------------- | ------- |
| 1 | Brussel | 7 september 1994 | EK 1996 kwalificatie | België – Armenië | 2 – 0   |
| 2 | Jerevan | 7 oktober 1995   | EK 1996 kwalificatie | Armenië – België | 0 – 2   |
| 3 | Jerevan | 6 september 2006 | EK 2008 kwalificatie | Armenië – België | 0 – 1   |
| 4 | Brussel | 17 oktober 2007  | EK 2008 kwalificatie | België – Armenië | 3 – 0   |
| 5 | Brussel | 11 oktober 2008  | WK 2010 kwalificatie | België – Armenië | 2 – 0   |
| 6 | Jerevan | 9 september 2009 | WK 2010 kwalificatie | Armenië – België | 2 – 1   |

## Samenvatting
| Competitie      | Totaal gespeeld | Winst Armenië | Gelijk | Winst België | Doelsaldo Armenië – België |
| --------------- | --------------- | ------------- | ------ | ------------ | -------------------------- |
| WK-kwalificatie | 2               | 1             | 0      | 1            | 2 − 3                      |
| EK-kwalificatie | 4               | 0             | 0      | 4            | 0 − 8                      |
| Totaal          | 6               | 1             | 0      | 5            | 2 − 11                     |

Wedstrijden bepaald door strafschoppen worden, in lijn met de FIFA, als een gelijkspel gerekend.